# 鈴木俊子
鈴木 俊子（すずき としこ、1928年 - 1986年7月31日）は、日本のノンフィクション作家。

## 人物・来歴
1948年共立女子薬科専門学校卒。共立女子薬科大学助手となり、1955年結婚退職。サンケイ新聞特派員の夫・鈴木肇について1966-69年訪ソ。1971年『誰も書かなかったソ連』で大宅壮一ノンフィクション賞受賞。インドシナ難民連帯委員会副会長。法務省公安審査委員。

## 著書
- 『誰も書かなかったソ連』サンケイ新聞社出版局, 1970 のち文春文庫
- 『ポチョムキン村 ソ連社会と「自由」』民社研叢書 民主社会主義研究会議, 1973